# Raucourt-au-Bois
Raucourt-au-Bois è un comune francese di 170 abitanti situato nel dipartimento del Nord nella regione dell'Alta Francia.

## Storia

### Simboli
Lo stemma di Raucourt-au-Bois si blasona:
Lo stemma del comune riprende quello della famiglia De Landas, signori del luogo nel XV secolo.

## Società

### Evoluzione demografica
Abitanti censiti